# Aigonnay
Aigonnay foi uma comuna francesa na região administrativa da Nova Aquitânia, no departamento de Deux-Sèvres. Estendia-se por uma área de 14,05 km². Em 2010 a comuna tinha 610 habitantes (densidade: 43,4 hab./km²).
Em 1 de janeiro de 2019, passou a formar parte da comuna de Aigondigné.